# Моралис, Яннис
Яннис Моралис (греч. Γιάννης Μόραλης, 23 апреля 1916, Арта — 20 декабря 2009) — считается одним из величайших художников современной Греции, представитель так называемого «поколения 30-х». Кавалер греческого Ордена Феникса.

## Биография
Яннис моралис родился в городе Арта в одноименном номе, однако в 1927 году семья переехала в Афины. В возрасте 15 лет был принят в Афинскую школу изобразительного искусства, где учился у Умбертоса Аргироса и Константиноса Партениса. В 1936 году по стипендии поехал получать дальнейшее образование в Риме.
В 1949 года совместно с рядом греческих художников, среди которых были Никос Хатзикириакос-Гикас, Яннис Царухис, Никос Николау, Никос Энгонопулос, Панайотис Тетсос, Георгос Мавроидис, основал художественный кружок «армос» и организовал первую совместную выставку в 1950 году в Афинском конференц-холле Заппейон. В 1954 году Яннис Моралис начал сотрудничество с ведущими театрами Греции, сначала с Художественным театром, а позже с Национальным театром Греции.
В конце 2005 года картина моралис «Диалог» 1982 года была продана на торгах аукциона дома Bonhams за ₤ 207 200, включая все сборы. Таким образом, «Диалог» Моралиса стал самой дорогой работой греческих художников.
Среди известных учеников Янниса Моралиса греческий художник Алекос Фасианос, Яннис Метзиков.